# ليفي ستيرلينغ
ليفي ستيرلينغ (بالإنجليزية: Levi Sterling)‏ هو سياسي أمريكي، ولد في 2 يناير 1804، وتوفي في 16 أكتوبر 1868. انتخب عضو مجلس ولاية ويسكونسن.